# Australian Secret Intelligence Service

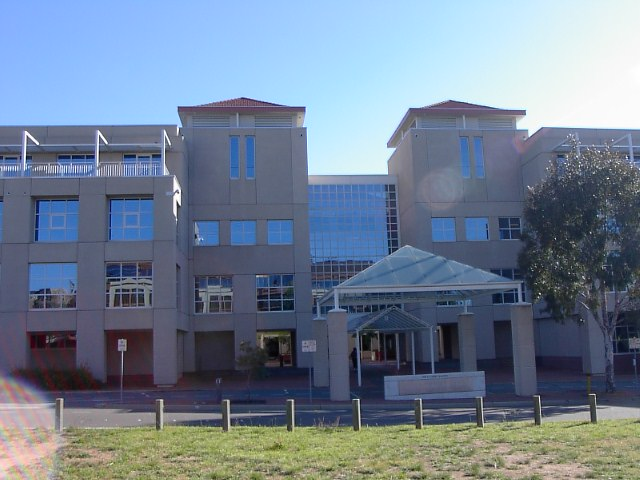
Gmach Departamentu Spraw Zagranicznych i Handlu w Canberze, oficjalna siedziba ASIS

Australian Secret Intelligence Service (ASIS) (Australijska Tajna Służba Wywiadowcza) – australijska służba specjalna stanowiąca cywilną agencję wywiadowczą tego państwa. Prowadzi działalność operacyjną poza granicami Australii (służbą specjalną o charakterze wewnętrznym jest Australian Security Intelligence Organisation). W sensie organizacyjnym stanowi część Departamentu Spraw Zagranicznych i Handlu, w którego gmachu ma też swoją oficjalną siedzibę.
ASIS została powołana do życia na mocy ściśle tajnej decyzji Federalnej Rady Wykonawczej, faktycznie podjętej przez premiera Roberta Menziesa, z 13 maja 1952 roku. Szkolenia pierwszych agentów prowadzone były przez funkcjonariuszy brytyjskiej MI6. Przez blisko 20 lat jej istnienie było jedną z lepiej strzeżonych tajemnic państwowych. Publicznie opisana została po raz pierwszy w serii artykułów prasowych z listopada 1972 roku. Dziennikarze wpadli na trop prowadzonego przez ASIS na australijskich uczelniach werbunku potencjalnych agentów, którzy byli następnie wysyłani do państw Azji. Rząd Australii oficjalnie potwierdził jej istnienie dopiero w 1977 w wyniku decyzji premiera Malcolma Frasera.
Dopiero w 2001 ASIS zyskała ustawową podstawę swej działalności (wcześniej działała na podstawie aktów wykonawczych, w dużej mierze tajnych). Ustawa o służbach wywiadowczych (Intelligence Services Act) wprowadziła m.in. następujące przepisy:
- funkcjonariusze ASIS nie mogą stosować przemocy bezpośredniej, brać udziału w działaniach o charakterze paramilitarnym ani w ogóle używać broni, z wyjątkiem obrony własnej
- polityczną kontrolę nad ASIS sprawuje minister spraw zagranicznych Australii, którego polecenia mają dla Służby moc rozkazu
- działania operacyjne obejmujące zbieranie informacji na temat obywateli australijskich muszą być każdorazowo autoryzowane przez ministra. Jeśli mają być prowadzone na terytorium Australii, ASIS powinna zlecić je ASIO lub policji.
- agencja podlega nadzorowi specjalnej komisji parlamentarnej (wspólnej dla wszystkich służb specjalnych)

W Australii zbieranie materiałów wywiadowczych jest ściśle oddzielone od ich przetwarzania. ASIS zajmuje się wyłącznie pierwszym z tych zadań. Główną służbą tworzącą na podstawie zebranych informacji analizy wywiadowcze jest Office of National Assessments (ONA). 